# فرانك كريستيان
فرانك كريستيان هو محامي وسياسي كندي، ولد في 28 أبريل 1911 في فانكوفر في كندا، وتوفي بنفس المكان في 26 يوليو 1988. حزبياً، نشط في Social Credit Party of Canada ‏. وقد انتخب عضو مجلس العموم الكندي.